# William Knibb

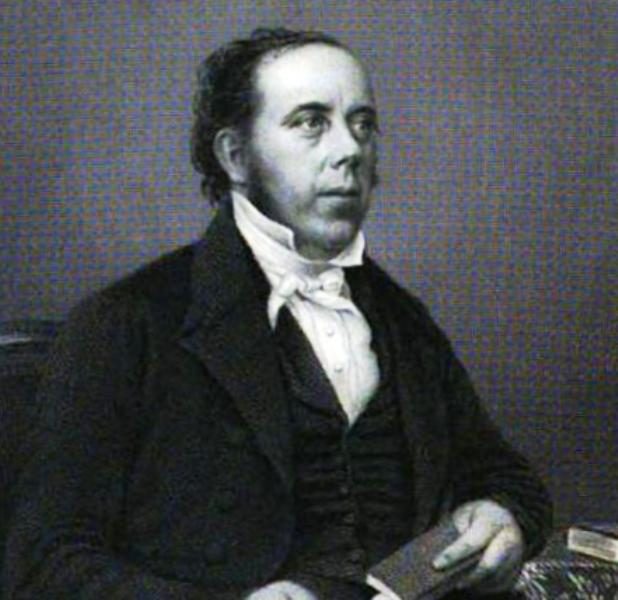
William Knibb

William Knibb (ur. 7 września 1803 w Kettering, zm. 15 listopada 1845 w Falmouth) – angielski duchowny baptystyczny, misjonarz na Jamajce, działacz na rzecz zniesienia niewolnictwa w Imperium Brytyjskim.

## Życiorys
W listopadzie 1824 wyruszył na Jamajkę, gdzie podjął pracę misjonarza w miejsce swojego zmarłego kilka miesięcy wcześniej brata Thomasa. Jako pastor jamajskiego zboru w Falmouth złożonego głównie z niewolników, był świadkiem okrutnego ich traktowania przez właścicieli. Po wybuchu w 1831 „dziesięciodniowej rebelii” („ten-day rebellion”), któremu przewodził niewolnik a zarazem diakon baptystyczny Samuel Sharpe, Knibb został aresztowany z zarzutem podburzania niewolników do buntu przeciwko właścicielom. Na czas rebelii władze kolonialne ogłosiły stan wojenny, w trakcie którego spalono wiele kościołów należących do wspólnot sprzeciwiających się drakońskiemu traktowaniu niewolników, w tym dwanaście kaplic baptystycznych, łącznie z kościołem Knibba w Falmouth.
Po uwolnieniu Knibb wyjechał do Anglii, gdzie przekonywał szerokie kręgi społeczne do sprzeciwu wobec niewolnictwa. Podczas jednego ze spotkań w Londynie w 1831 przemawiał do grupy 3 tysięcy osób i rzucając na ziemię w teatralnym geście przywiezione z Jamajki kajdany, w które zakuwano niewolników, wołał o wprowadzenie prawa zakazującego niewolnictwa, gdyż „Bóg wszystkie narody wywiódł z jednej krwi i uczynił jednym ciałem”. Przyczynił się do uchwalenia w 1833 ustawy o zniesieniu niewolnictwa (Slavery Abolition Act).
Zniesienie niewolnictwa na Jamajce zbiegło się z szerokim przebudzeniem religijnym. Szacuje się, iż w jego trakcie misjonarze baptystyczni ochrzcili 22 tys. osób, a sam Knibb 6 tys. osób. W latach 1835–1845 zbór, którego Knibb był pastorem wzrósł z 650 do 1280 członków. Knibb jest uznawany za założyciela 35 zborów na Jamajce, 24 stacji misyjnych i 16 szkół. Był także czynny w organizowaniu funduszy na zakup ziemi dla wyzwolonych niewolników.
Zmarł w wieku 42 lat na Jamajce.

## Uhonorowanie
W 1988 w 150. rocznicę całkowitego zniesienia niewolnictwa w Imperium Brytyjskim William Knibb jako pierwszy biały człowiek został nagrodzony najwyższym odznaczeniem cywilnym Jamajki – Orderem Zasługi.